# Rally Rías Baixas de 1993
El Rally Rías Baixas de 1993, oficialmente 29.º Rally Rías Baixas, fue la vigesimonovena edición y la séptima cita de la temporada 1993 del Campeonato de España de Rally y del Campeonato de Galicia de Rally. Se celebró del 6 al 8 de agosto.

## Clasificación final
| Pos. | Piloto            | Copiloto              | Automóvil               | Tiempo  | Diferencia |
| ---- | ----------------- | --------------------- | ----------------------- | ------- | ---------- |
| 1.   | Germán Castrillón | José Manuel López     | Ford Escort RS Cosworth | 1:47:00 | 0.0        |
| 2.   | Arturo Rial       | Juan Carlos Arias     | Citroën AX Sport        | 1:49:36 | +2:36      |
| 3.   | Manuel Varela     | Herminio González     | Ford Escort RS Cosworth | 1:55:53 | +8:53      |
| 4.   | Jorge Pérez       | Luis Pérez            | Renault Clio 16V        | 1:56:13 | +9:13      |
| 5.   | Laurent Galiay    | Thierry Galiay        | Renault 5 GT Turbo      | 1:58:11 | +11:11     |
| 6.   | Germán Gómez      | Juan Barros           | Citroën AX Sport        | 1:58:26 | +11:26     |
| 7.   | Óscar Outeririño  | Ramón Pereira         | Renault 5 GT Turbo      | 1:58:42 | +11:42     |
| 8.   | Jesús M. Campos   | Faustino Suárez       | Renault Clio 16V        | 2:00:36 | +13:36     |
| 9.   | Félix Enes        | José María Magallanes | Citroën AX Sport        | 2:03:21 | +16:21     |
| 10.  | Francisco Priegue | Ramón Fernández       | Peugeot 205 GTI 1.9     | 2:07:53 | +20:53     |